# Приймак Юрій Богданович
Юрій Богданович Приймак (нар. 2 березня 1979, Тернопіль) — український футболіст. Півзахисник, грав, зокрема у «Ниві» (Тернопіль). Син Богдана Приймака.

## Кар'єра гравця
Вихованець тернопільського футболу. Перший тренер — Зіновій Петрович Савицький. Виступав за друголігові «Кристал» Чортків (перша половина сезону 1998/99) і «Тернопіль-Нива-2» (2000/01 і перша половина 2001/02) та першолігову «Ниву» Тернопіль (перша половина 2001/02).
Грає за команди, що виступають у чемпіонаті Тернопільського району: «Лан» (Велика Березовиця) — 2008, «Динамо» — 2017.